# Старр, Джек
Джек Старр (англ. Jack Starr; род. 1950, Париж, Франция) — метал и блюз гитарист. Основатель групп Virgin Steele и Burning Starr.

## Биография
Джек Старр родился с Париже. Его мать — француженка, а отец — американец. Первой профессиональной музыкальной группой Старра была Les Variations, в которой играли будущие участники группы Trust.
В 1981 году вместе с Дэвидом ДеФейсом и Джо О’Райлли, Старр создал группу Virgin Steele. В 1982 году Майк Варни из Shrapnel Records пригласил группу для участия в сборнике «U.S. Metal Volume 2». Песней, которую Старр отправил для альбома, была «Children of the Storm». После выхода альбомов Virgin Steele и Guardians of the Flame покинул группу из-за разногласий с вокалистом группы Дэвидом ДеФейсом.
В 1984 году Джек Старр записал сольный альбом «Out of the Darkness», в записи которого приняли учание Рэт Форестер из группы Riot, Карл Кенеди из The Rods и Гэри Дрискол из Rainbow. После выхода альбома, Старр вместе с Форестером основал группу Burning Starr, которая записала 5 альбомов в 80-х: «Rock the American Way», «No Turning Back», «Blaze of Glory» и «The Orange Album». В 1989 году группа прекратила своё существование.
В начале 90-х Старр играл в группах Strider и Smoke Stack Lightning, а также записал сольный инструментальный альбом «A Minor Disturbance».
В 1997 Старр на короткое время воссоединился с Virgin Steel. Вместе они записали несколько песен, которые так и не были изданы. В 2002 году без разрешения Старра группа перезаписала эти песни и издала на сборнике The Book of Burning.
В 1999 создал свой блюзовый проект «Jack Starr Blues Band».
В 2002 году Старр создал группу Guardians of The Flame, которая записала в 2003 году свой первый и единственный альбом.
Во второй половие 2000-х, Старр воссоздал свою группу Burning Starr. В 2008 году группа выступила на фестивале Magic Circle Festival, и в 2009 выпустила на лейбле Manowar Magic Circle Music альбом «Defiance». В 2011 за ним последовал альбом «Land of the Dead» на Limb Music. В записи альбома в качестве гостей приняли участие Росс Фридмен и Дэвид Шенкл.

## Дискография

### Virgin Steele
- Demo (1982)
- Virgin Steele (1982)
- Guardians Of The Flame (1983)

### Burning Starr
- Rock The American Way (1985)
- No Turning Back (1986)
- Blaze Of Glory (1987)
- Jack Starr’s Burning Starr (1989)
- Burning Starr (сборник) (1998)
- Defiance (2009)
- Land Of The Dead (2011)
- Stand Your Ground (2017)

### Phantom Lord
- Phantom Lord (1985)
- Evil Never Sleeps (1986)

### Thrasher
- Burning At The Speed Of Light (1985)

### Strider
- Strider (1991)

### Guardians of The Flame
- Guardians of the Flame (2003)

### Jack Starr Blues Band
- Take It To The Bank (2008)

### Сольные работы
- Out of the Darkness (1984)
- A minor Disturbance (1990)
- Soon Day will Come (2000)
- Before the Steele: Roots of a Metal Master (2001)